# Brenda Alvarado Sánchez
Brenda María Izontli Alvarado Sánchez (Ciudad de México, 16 de febrero de 1970) es una política mexicana, miembro del Partido Revolucionario Institucional (PRI). Ha sido diputada federal de 2012 a 2015 y al Congreso del estado de México de 2015 a 2018.

## Biografía
Es licenciada en Derecho por la Universidad Nacional Autónoma de México (UNAM), maestra en Administració Pública por la Universidad Anáhuac y doctora en Derecho por la Universidad Autónoma del Estado de México (UAEM). Cuenta con diplomados en Agenda Pública y Escenarios Políticos, en Políticas para la Generación del Desarrollo, y en Análisis y Evaluación de Proyectos de Inversión: Esquemas de Asociación Público Privado.
En 1993 y 1994 participó como coordinadora distrital en campañas del PRI a la gubernatura del Estado de México y a la presidencia de la República. De 1994 a 1997 fue secretaria de Acción Electoral del Consejo de Integración de la Mujer del comité municipal del PRI en Ecatepec, estado de México y delegada del comité estatal en varios municipios mexiquenses. 
De 1997 a 2000 fue diputada suplente al Congreso del Estado de México sin haber sido llamada nunca a ejercer el cargo. De 1997 a 1998 fue coordinadora de Atención Ciudadana en giras y eventos del ayuntamiento y de 1998 a 2000 secretaria particular del presidente municipal de Ecatepec, ambos en la administración de Jorge Torres Rodríguez. En las elecciones de 2000 aunque su partido perdió la presidencia municipal de Ecatepec, resultó elegida regidora del ayuntamiento para el periodo de 2000 a 2003 en que fue alcalde Agustín Hernández Pastrana. En 2003 fue candidata del PRI a diputada federal, pero no logró el triunfo; pero el mismo año, al ganar la presidencia municipal Eruviel Ávila Villegas, la nombra directora de Educación y Cultura del ayuntamiento, hasta 2006.
De 2007 a 2008 fue subdirectora operativa del DIF estatal en el Valle de Cuautitlán-Texcoco, y de 2009 a 2009 coordinadora de apoyo regional de la Secretaría de Desarrollo Social del estado de México, ambas siendo gobernador Enrique Peña Nieto. En las elecciones estatales de 2009 en elegida nuevamente regidora del ayuntamiento de Ecatepec, presidido por segunda ocasión por Eruviel Ávila Villegas, concluyendo su periodo en 2012.
En 2012 fue postulada candidata del PRI a diputada federal por el Distrito 11 del Estado de México, resultando elegida para la LXII Legislatura que concluyó en 2015. En la Cámara de Diputados fue secretaria de las comisiones de Fortalecimiento al Federalismo; y de Régimen, Reglamentos y Prácticas Parlamentarias; así como integrante de la comisión de Desarrollo Urbano y Ordenamiento Territorial. Se separó del cargo mediante licencia entre el 2 de marzo y el 15 de junio de 2015 para ser candidata a diputada al Congreso del Estado de México por el Distrito 21 estatal, ganó la elección, representándolo en la LIX Legislatura del Congreso del Estado que tuvo fin en 2018.
En 2024 es candidata de la coalición Fuerza y Corazón por México a senadora por el Estado de México en segunda fórmula, siendo candidato en primera Enrique Vargas del Villar.